# アイヌ語地名

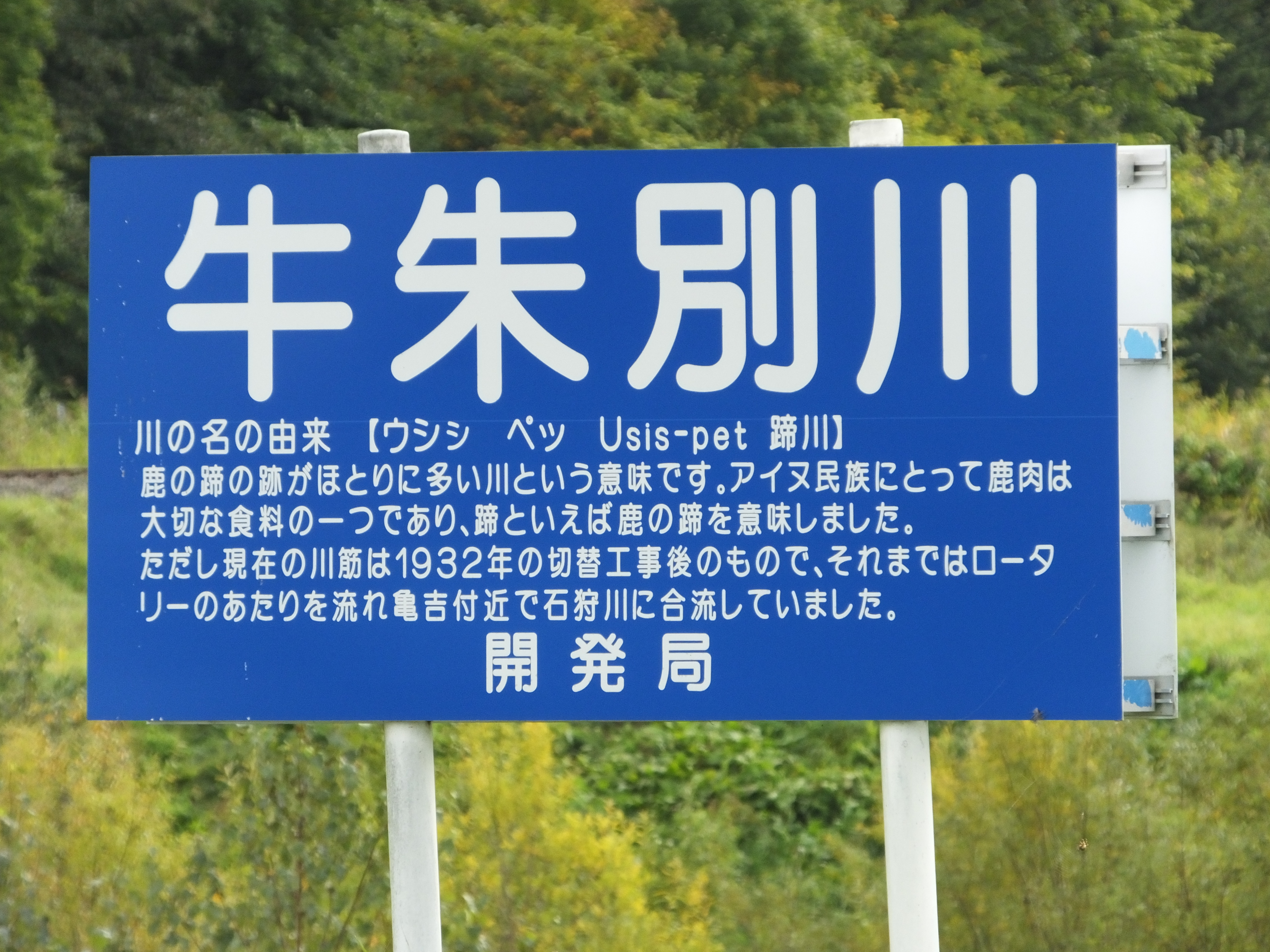
旭川市を流れる牛朱別川（うししゅべつがわ）の鹿島橋に提示された河川名標。アイヌ語のウシㇱ・ペッ（蹄の川）に由来。

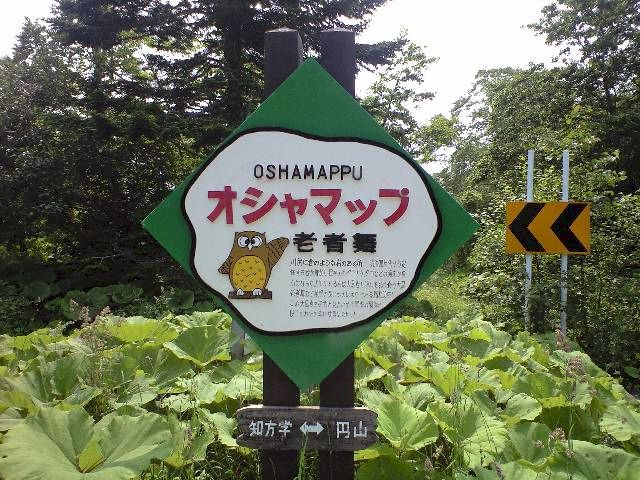
北海道釧路郡釧路町、老者舞（おしゃまっぷ）集落入り口に提示された標識。アイヌ語のオ・イチャン・オマㇷ゚（川尻に鮭鱒の産卵場所があるもの）に由来。左下の「知方学」（ちっぽまない）は、チㇷ゚・オマ・ナイ（舟のある川）、あるいはチェㇷ゚・オマ・ナイ（魚の川）に由来する地名。釧路町はアイヌ語由来の難読地名が多い町として有名である。

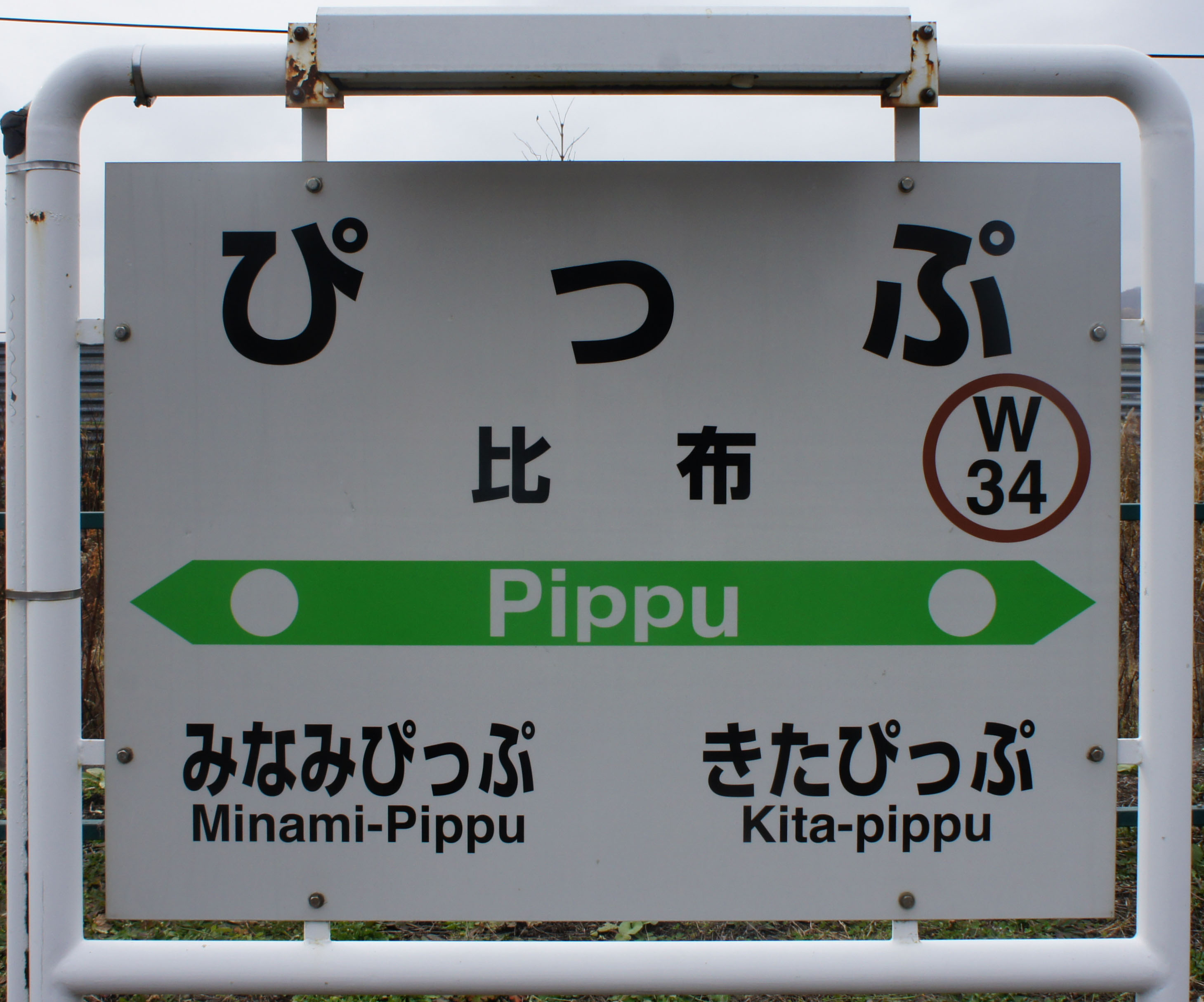
宗谷本線比布（ぴっぷ）駅の名標。アイヌ語のピピペッ（石のごろごろしている川）、あるいはピオㇷ゚（石の多いもの）に由来。

アイヌ語地名（アイヌごちめい）とは、アイヌ語に由来する地名のこと。また狭義には、その中でもアイヌ語に復元された地名を指すこともある。
アイヌ語地名は、アイヌやアイヌ語系話者がその土地で活動していた記録でもある。その分布は離島を含む北海道内の全域を中心とし、東北地方北部など本州にもみられる。また、カムチャツカ半島・サハリン・千島列島にも存在するが、ロシア式の地名に変えられて少なくなっている。北海道のアイヌ語地名は明治時代中頃までカタカナ表記が多かったが、のちに無理に漢字が当てられたために難読地名が多い。また、日本語にない発音への当て字や訛音によりアイヌ語本来の意味がわからなくなっているものも少なくない。
語源は生活に根差した自然地名が多く、それゆえ方言や文化・慣習の違いに起因する地方差も存在する。同時にアイヌ語地名はアイヌによる土地の説明であり、アイヌがその場所をどのように捉えていたかを読み取ることでアイヌ文化を解明する手掛かりにもなる。こうした経緯からアイヌ語地名はアイヌのアイデンティティに関わるものと捉えられ、2001年には北海道遺産に選定された。それと共に北海道では、漢字表記されたアイヌ語地名にアイヌ語のカタカナ表記やローマ字表記が並記されることも多くなっている。

## 分類
広義のアイヌ語地名は、アイヌ語・アイヌ文化との関連性により3つに分類される。

### ①アイヌ地名
1つ目はアイヌによる完全なアイヌ語での地名で、アイヌ地名と呼ばれる。アイヌ地名は最も原始的なアイヌ語地名であり、アイヌがアイヌ語で場所を表現したものである。地形・生業・先祖・信仰などのアイヌ文化に関連し、アイヌ文化とアイヌ語が存続する限り同じ表現となるが、記録されずに失われた場合は後世に伝わらない。

### ②日本語に訛ったアイヌ語地名
2つ目は日本語に訛ったアイヌ語地名である。アイヌによる通称としてアイヌ語が生きていておりアイヌ語の由来が説明可能なものだが、場所の変形や由来を記憶する人物の死去などによりアイヌ文化との関連性が失われていくものである。

### ③アイヌ語系地名
3つ目は漢字表記などにより元のアイヌ語が推測できず、すでにアイヌ文化と離れてしまった地名で、アイヌ語系地名と呼ばれる。アイヌ語に由来することさえわからないものや本州（東北以外など）のアイヌ語地名もこれに含まれる。

## 語源

### アイヌによる土地の呼び名

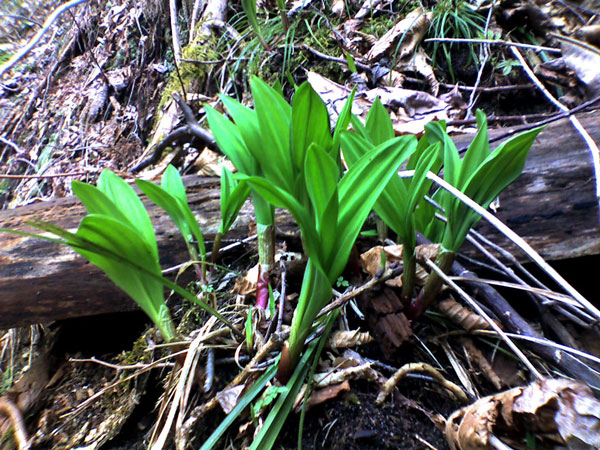
ギョウジャニンニク（アイヌ語名：キトピロ、もしくはプクサ）は、アイヌが食用、呪術用として重要視した山菜である。そのため北海道内各地に「喜登牛」「来止臥」「鬼斗牛」など、アイヌ語のキト・ウㇱ（ギョウジャニンニクのあるところ）に由来する地名がある

アイヌは、地形・地形にまつわる神話・生業における役割・信仰などに関わる名称でその土地を呼んでいた。また、一般的な意味での「地名」はある程度の広がりを持つが、アイヌによる土地の呼び名は特定の地点にピンポイントで与えられるものであり、同じ地点に複数の名称が付くこともある。
語源は地形・植生に関わるものが多いが、生業に関連する交通・狩猟採集、あるいは自然現象・伝説・信仰など表面的に見えにくいものに由来するものもあり、その理解にはアイヌ文化とアイヌ語の知識が不可欠である。例えば、知里真志保によるとアイヌは川を生物と捉えていたため、水源地を「川の頭（アイヌ語: ぺッ・キタィ/pét-kitay）」、川の合流点を「抱き合っている川（アイヌ語: ウと゚マㇺ・ぺッ/u-túmam-pet）」、古い川を「死んだ川（アイヌ語: らィ・ぺッ/ráy-pet）」などの独特な表現をもちいて呼んだ。音威子府（おといねっぷ、アイヌ語のオ・トイネㇷ゚＝川尻が汚れたもの（川））、長都（おさつ、アイヌ語のオ・サッ・ナイ＝川尻が乾く川）、帯広（おびひろ、アイヌ語のオペㇾペㇾケㇷ゚＝川尻が裂けに裂けるもの）など、アイヌ語で「川尻」を意味する「オ」の語に由来する地名が北海道各地に存在する。「オ」の語は本来「陰部」を指し、「川下、川尻」を人体の陰部に例えての命名である。
地形に関連する土地の名称は「川（アイヌ語: ぺッ または ナイ）」が圧倒的に多く、他に「山（アイヌ語: ヌプリ または シㇼ または イワ）」や「湖（アイヌ語: ト）」などがあり、それに「大（アイヌ語: ポロ、シ）」「小（アイヌ語: ポン、モ）」などの修辞語が付くことも多い。とくに山・岬、あるいは通行に危険のある激流や崖には「神（アイヌ語: カムイ）」が付くことが多く、そうした場所をアイヌは神聖な場所、あるいは人間を翻弄する魔神が住む場所と捉えていた（旭川市郊外、石狩川の激流地帯である神居古潭など）。また、美しさなどの抽象的な表現はなく、土地の良し悪しも「水が飲めるか」「通行に危険がないか」などの直接的な評価であることが多い。植苗（うえなえ）、雨煙別（うえんべつ）、遠別（えんべつ）などアイヌ語で「好ましくない、悪い」を意味する「ウェン／wen」に由来する地名が北海道各地にある。だが具体的に何が「悪い」のかは忘れられている。
生業に関連する土地の名称は「草を何時も刈るところ（アイヌ語: キナ・チャ・ウㇱ）」「丸太舟を彫る沢（アイヌ語: チㇷ゚・タ・ウㇱ・ナイ）」などの適材が採れる場所や、「ギョウジャニンニクが群生するところ（アイヌ語: キト・ウㇱ）」「カワシンジュガイが群生するところ（アイヌ語: ピパ・オ・イ）、現在の美唄（びばい）など」など狩猟採集に関わる場所などがある。
その他には、交通に関連する峠を意味する「道が下る沢（アイヌ語: ルペㇱペ）、現在の留辺蘂など」や、信仰に関連する狩猟の神に祈りを捧げる場所を意味する「枝付の木幣がある場所（アイヌ語: ハシナウㇱ）」などがある。

### アイヌ文化圏内における差異

近世における、アイヌ語話者の分布域

アイヌ語由来の古地名

#### 気候、植生による差異
アイヌモシㇼ（アイヌ文化圏）は北海道島を中心として北は樺太島の南半分、東は千島列島全域にカムチャツカ半島南端、南は本州島北部と広大な面積に及び、気候や動植物の分布も領域内で差異が大きい。住民の生活スタイルは気候や付近で得られる動植物など天然資源に即したものとなり。彼らが重視し地名として命名する事象も異なる。例えば北海道アイヌの民族衣装・アットゥシはオヒョウの樹皮から精製した繊維で織られるため、素材のオヒョウ（アイヌ語でアッニ／at-ni）は重要視され、北海道各地に厚床（あっとこ　at-tuk-to、オヒョウが伸びる沼）、厚軽臼内（あっかるうしない　at-kar-ush-i、オヒョウの皮をいつも採るもの）など、アイヌ語で「アッ／at」と呼ばれるオヒョウの樹皮にちなんだ地名がある。だが広葉樹のオヒョウは樺太以北には自生しないため、樺太アイヌはイラクサ（樺太アイヌ語でハイ／hay）の繊維で織った着物「レタㇻペ」を着た。さらに千島列島の北部には広葉樹の大半が生育しないので樹林にちなんだ地名は存在しない。千島アイヌは、海獣や海鳥の皮を素材とした衣装をまとい、地名も「トッカリ（アザラシ）の多くいる所」や「小さい鴨が多くいる所」など海獣や海鳥の生息場所を指したものが多い。

#### 方言による差異
アイヌ語は大まかに分けて北海道アイヌ語、樺太アイヌ語、千島アイヌ語があり、その内部でも細かな差異がある。そのため意味が同じでも発音が異なる場合がある。例えば「夏の村」は北海道アイヌ語ではサㇰ・コタンだが、樺太アイヌ語ではサㇵ・コタンとなる。それぞれ北海道日本海沿岸の積丹（しゃこたん）、樺太西岸、柵丹（さくたん）の地名語源となっている。そしてアイヌ語地名は外来語（日本語）の影響を受ける場合もある。北海道の大半の地域では、「温泉」は日本語の「湯」や「薬」を受け入れ「ユ／yu」、「クスリ／kusuri」と呼ばれる（温根湯温泉、登別市のクスリサンベツ川など）。だが北海道東部、さらに千島列島では日本語の影響を受けず、温泉を意味する本来のアイヌ語「セセキ／sesek」が残された。知床半島の瀬石温泉がその例である。
またアイヌは、自らの居住地を中心とし方角で地方を表現した。南千島に居住した北海道アイヌは、北千島をチュㇷ゚カ（東）と呼んだ。いっぽうで北千島に居住した千島アイヌは、自らの居住地をルートㇺ（道の中間）と呼び、それよりも東のカムチャツカ半島をチュㇷ゚カ、西をヤワニ（内陸の方にあるところ）と呼んだ。

#### 川を意味する「ペッ」と「ナイ」の差異
ナイ (nay) とペッ (pet) は共に「川」を意味するアイヌ語だが、地名としての分布は地域差がある。北海道内では両者が混在するが、千島列島北部はペッのみ、樺太ではナイのみになる。この事例について、知里真志保は『地名アイヌ語小辞典』文中に置いて「petが本来のアイヌ語で、nayは外来かもしれない。川を古朝鮮語でナリ、あるいは現代語方言でナイと言っているのと関係あるかもしれない」と考察する。
一方、考古学者の瀬川拓郎は北海道に加え東北地方のアイヌ語地名を考察し、北海道のうちペッが多い太平洋沿岸、その対岸に当たる東北地方北部ではペッが多いこと、北海道日本海沿岸はナイが多いこと、そして東北地方における続縄文文化の進展から、「『ナイ』はアイヌ語の古語、『ペッ』はアイヌ語の新語である」との考えから以下の持論を展開している。
東北地方のアイヌ語地名は、4世紀頃までに鉄製品を求めて南下し、土着した続縄文文化人＝アイヌの祖先が残したものである。当時、彼らの言葉で川は『ナイ』だった。その後、古墳文化が北上して続縄文人は北に後退するが、ナイの地名はそのまま残された。やがて東北地方北部に収まった彼らの間で、『新語』として『ペッ』の語が生まれ、地名にも命名された。6世紀には東北の続縄文人は北海道太平洋岸に撤退し、同地ではナイとペッが混在するようになる。一方、北海道日本海沿岸の住人は古来からのナイの語を使い続けた。当時、北海道オホーツク海沿岸には樺太方面から進出した民族が「オホーツク文化」を営んでいた。9世紀頃よりナイを使用し続けていた日本海沿岸の擦文文化人（続縄文文化人の子孫）はオホーツク人を同化、排除して樺太に進出し、樺太の地名は『ナイ』一辺倒になる。10世紀から12世紀にかけ、擦文文化は日本本土の影響を受けて「アイヌ文化」に進化する。同時期、『ペッ』の語を用いていた太平洋沿岸のアイヌは千島列島に進出し、15世紀に至って北千島からカムチャッカ半島にまで到達した。当地の川に関する地名は、彼らが用いた『ペッ』一辺倒となる。その後、北海道島では各地のアイヌ集団の交流に伴い『ペッ』と『ナイ』が混在する形となったが、交流から隔絶していた樺太にはナイ、千島列島にはペッのみがそれぞれ残された。
いっぽうで八木光則は、本州での分布から『ペッ』は『ナィ』よりも新しい言語だが方言のようなもので、共に縄文時代まで遡るとしている（→#東北地方のアイヌ語地名）。

### 日本語による記録と変化
近代に至るまでアイヌ語には文字がなかったためアイヌによる土地の呼び名は口承によって伝えられてきたが、前近代には他民族によってさまざまな文字で記録されるようになる。なかでも江戸時代に交易を行っていた松前藩をはじめとする和人は、主にかな文字をつかって記録した。しかしアイヌ語には日本語にない発音があるためかな文字による表記にも限界があり、日本語訛りや聞き間違いに起因する誤記も少なくない。
明治時代になりアイヌの土地（アイヌ語: アイヌモシㇼ）が大日本帝国に組み込まれると、和人の役人による地名調査が行われた。北海道東部、豊頃町の礼作別（れいさくべつ）は、アイヌの案内人が「レ・サㇰ・ペッ／re-sak-pet」（名無しの川）と役人に答えたものが「レーサクペッ」として明治29年の地図に掲載され、やがて漢字の当て字がなされた。
またアイヌに対する同化政策によりアイヌ語地名に漢字が当てられると、音読みから訓読みに変わったり一部が省略されたりして本来のアイヌ語の発音からかけ離れることが多くなった。例えば「小さい坂（アイヌ語: モルラン/mo-ruran）」を意味した地名には「室蘭」の字を当てられ、当初は「もろらん」と読まれたが現在では「むろらん」になっている。また「川尻にカバノキがある川（アイヌ語: オタッニオマㇷ゚/o-tatni-oma-p）」を意味した地名には「於尋麻布（おたずねまっぷ）」が当てられ、やがて略して「麻布（まっぷ）」になり、現在では「麻布（あざぶ・現在の羅臼町麻布町）」となってアイヌ語の発音を残していない。斜里町の「朱円」はアイヌ語で「石浜のこちら側の川」を意味する「シュマ・トゥカリ・ペッ／suma-tukari-pet」だったが、「円」を「まどか」と読ませ「朱円」（しゅまどか）と当て字された。だが難読であるため、現在では「しゅえん」と読まれている。
以上のように、アイヌ語による土地の呼び名が現在の地名になる過程は複雑であり、元の意味がわからなくなったり解釈に複数の仮説があることも少なくない。そのため北海道庁は正しいアイヌ文化やアイヌ語の知識のもとで行われた実証的研究に基づく名称を用い、断定的な表現は極力避けるなどの配慮をするよう求めている。
以下に、アイヌ語地名の当て字によく用いられる漢字、並びにアイヌ文化圏各地の著名な地名のアイヌ語での解釈を示す。
| アイヌ語         | 漢字       | 意味           |
| ---------------- | ---------- | -------------- |
| アイ（ai）       | 愛         | 矢             |
| イワウ（iwau）   | 岩尾       | 硫黄           |
| ウㇱ（us）       | 牛、臼     | 存在する       |
| オイ（o-i）      | 生、追     | 〜のあるところ |
| オタ（ota）      | 歌         | 砂浜           |
| オッ（ot）       | 乙         | たくさんいる   |
| オマイ（oma-i）  | 舞         | 〜のところ     |
| カㇷ゚（kap）      | 冠         | 樹皮           |
| クマ（kuma）     | 熊         | 魚干し棚       |
| サッ（sat）      | 札         | 乾く           |
| サㇽ（sar）      | 猿、去     | 葦、湿原       |
| シ（shi）        | 士、支     | 大きい、本来の |
| シュマ（shuma）  | 島         | 岩             |
| シㇼ（shir）     | 尻、知、後 | 峰、島         |
| チライ（chirai） | 知来       | イトウ         |
| ト（to）         | 当         | 湖             |
| ナイ（nai）      | 内         | 小川           |
| ヌプㇽ（nupur）  | 登         | 濁る           |
| パラ（para）     | 原         | 広い           |
| ピ（pi）         | 美         | 小石原         |
| ピラ（pira）     | 平         | 崖             |
| プトゥ（putu）   | 太         | 川の合流点     |
| ペッ（pet）      | 別         | 川             |
| ポロ（poro）     | 幌         | 大きい         |
| ホㇿカ（horka）  | 幌加       | 後戻りする     |
| ポン（pon）      | 本、奔     | 小さい         |
| モ（mo）         | 茂、望     | 小さい         |
| モイワ（moiwa）  | 藻岩、靄   | 聖なる岩山     |
| ワッカ（wakka）  | 若、稚     | 質の良い水     |

北海道の地名
| 地名                | アイヌ語                                                          | 意味                                      |
| ------------------- | ----------------------------------------------------------------- | ----------------------------------------- |
| 赤平（）            | ワッカ・ピラ（wakka-pira）                                        | 飲み水のある崖                            |
| 磯谷（）            | イソ・ヤ（iso-ya）                                                | 岩礁の岸                                  |
| 歌志内（）          | オタ・ウㇱ・ナイ（ota-us-nay）                                    | 砂のある川                                |
| 恵庭（）            | エ・エン・イワ（e-en-iwa）                                        | 頭の尖った岩山                            |
| 遠軽（）            | インカルㇱ（inkar ush）                                           | 眺望する所                                |
| 歌棄（）            | オタ・スッ（ota-sut）                                             | 砂浜の端                                  |
| 長都（）            | オ・サッ・ナイ（o-sat-nay）                                       | 川尻が乾いた川                            |
| 小樽（）            | オタ・オㇽ・ナイ（ota-or-nay）                                    | 砂浜の中を流れる川                        |
| 釜谷臼（）          | カマ・ヤ・ウㇱ（kama-ya-us）                                      | 岩盤が岸にあるもの                        |
| 札幌（）            | サッ・ポロ・ペッ（sat poro pet） サル・ポロ・ペッ（sar poro pet） | 乾いた広大な川 葦原の大きな川             |
| 沙流川（） 沙流（） | サㇽ（sar）                                                       | 葦原                                      |
| 知床（）            | シレトク、シレトコ（sir etok）                                    | 大地の先端                                |
| 豊平（）            | トウィエ・ピラ（tuye-pira）                                       | 崩れた崖                                  |
| 苫小牧（）          | ト・マㇰ・オマ・ナイ（to mak oma nay）                            | 沼の奥にある川                            |
| 美唄（）            | ピパ・オ・イ（pipa-o-i）                                          | カワシンジュガイのあるもの                |
| 美馬牛（）          | ピパ・ウシ（pipa-us）                                             | カワシンジュガイがいるところ              |
| 富良野（）          | フラヌイ（huranuy）                                               | 臭い匂いのする所                          |
| 古平（）            | フレ・ピラ（hure-pira）                                           | 赤い崖                                    |
| 真駒内（）          | マㇰ・オマ・ナイ（mak oma nay）                                   | 奥にある川                                |
| 幕別（）            | マㇰ・ウン・ペツ（mak-un-pet）                                    | 奥にある川                                |
| 鵡川（）            | ムカッ・ペッ ムツクアツ                                           | 川尻のたえず動く つるにんじんの多いところ |
| 室蘭（）            | モ・ルラン（mo-ruran）                                            | 小さな下り坂のあるところ                  |
| 藻岩山（）          | モ・イワ（mo-iwa）                                                | 小さな岩山                                |
| 紋別、門別（）      | モペッ（mo-pet）                                                  | 小さな、または静かな川                    |
| 稚内（）            | ヤㇺ・ワッカ・ナイ（yam wakka nay）                               | 冷水のある沢                              |

## 日本とアイヌ語地名の歴史

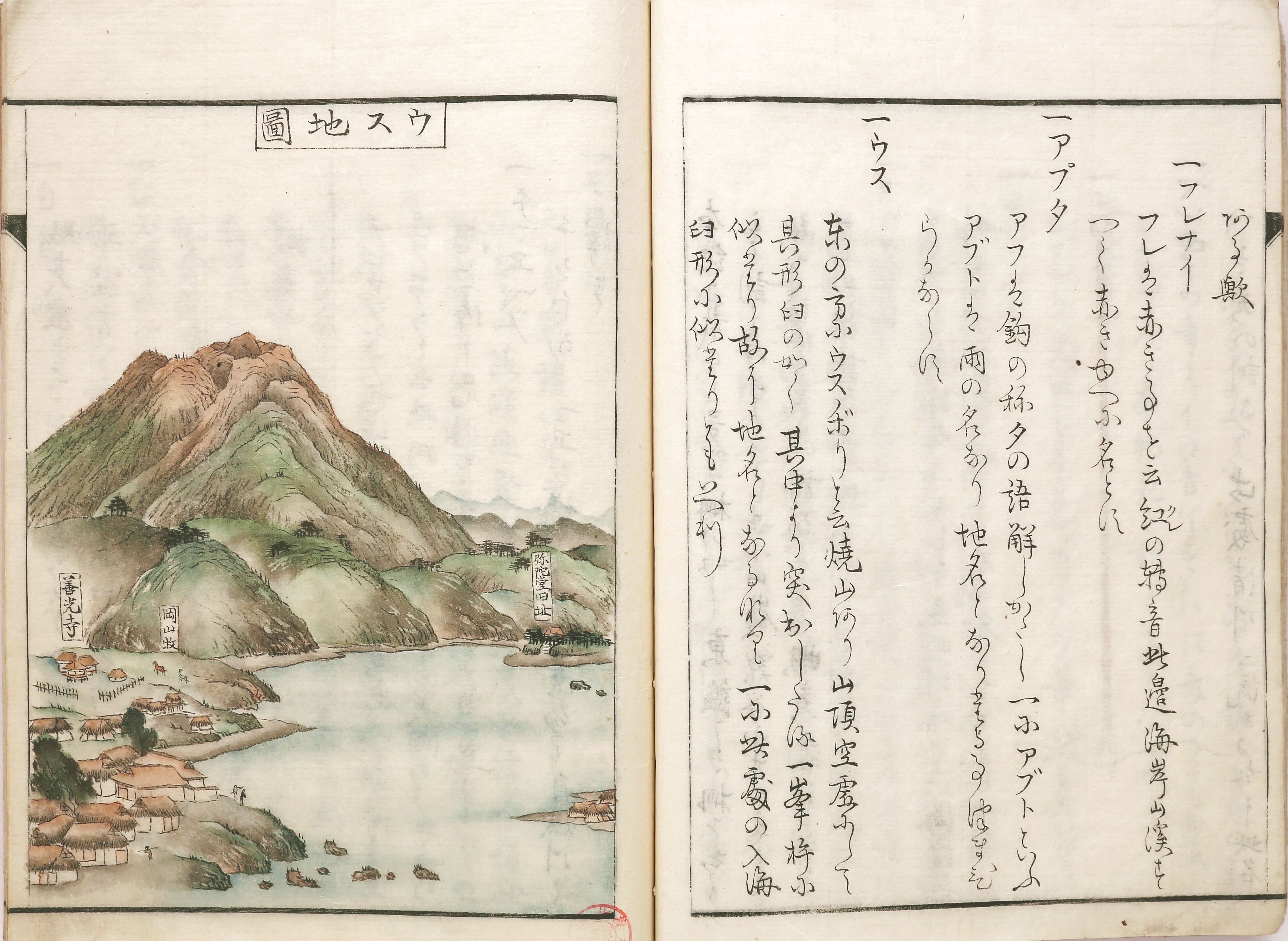
『東蝦夷地名考』（1808年）秦檍丸の一部。現在の内浦湾沿岸、洞爺湖町の地名「有珠」「虻田」「赤川」（フレナイは、直訳すれば「赤い川」）が解説されている。絵図は有珠善光寺と有珠山

アイヌによる土地の名付けがいつ頃から行われていたかは定かではないが、アイヌ語研究者金田一京助は『日本書紀』斉明紀4年条（658年）に記される「都岐沙羅（アイヌ語: to-kisar（日本語直訳:沼の耳））」や『和名類聚抄』（10世紀前半）の「理訓許段（アイヌ語: rik-un-kotan（日本語直訳：高所にある村））」など、近代アイヌ語に当てる事も可能な名称があると指摘している。そのほかにもアイヌ語に置き換えることができる地名は『六国史』などに散見されるが、早くからアイヌ語地名と考えられてきたものとして延文元年（1356年）に成立した『諏訪大明神絵詞』に記される「宇曾利鶴子別」や「□堂宇満伊」がある。
江戸時代になり蝦夷地との交易が始まると、和人によってアイヌ語地名が記録されていく。18世紀ごろの記録として『津軽一統志』『元禄郷帳』『和漢三才図会』があるが、これらはかな表記に漢字表記を交えて記録しており、アイヌ語への理解不足に起因する誤表記があることも共通している。19世紀前期にアイヌ語地名をアイヌ語で解釈しようと試みた和人が現れる。『東蝦夷地名考』（1808年）を著した秦檍丸（村上島之允）はアイヌ語と日本語を同祖の言語と考えていたため日本語の古語で解釈しようとするが、『蝦夷地名考並里程記』（1824年）を著した上原熊次郎はアイヌ語通詞としての知識を生かしてアイヌ語で理解しようとした点が異なる。1850年前後では松浦武四郎による紀行類が特筆される。なかでも『東西蝦夷山川地理取調図』（1859年）は内陸深くまで記した画期的なもので、現在のアイヌ語地名研究でも史料価値が高い。
近代になると、永田方正による『北海道蝦夷語地名解』（1891年）や金田一京助による『北奧地名考』（1932年）が刊行され、学術的な検討が加えられるようになる。太平洋戦争後にはアイヌの言語学者知里真志保の『地名アイヌ語小辞典』『アイヌ語入門-とくに地名研究者のために』（いずれも1956年）が刊行されたほか、金田一や知里と交流をもち現地調査による検討を加えた山田秀三が著した『アイヌ語地名の研究』（全4巻。1982年から1983年）は高く評価されている。

## 本州のアイヌ語地名
前述したように、アイヌ語地名はアイヌもしくはアイヌ語系話者が暮らしをした痕跡にほかならず、歴史的にその範囲がどこまで及ぶのかについて様々な考察が行われている。アイヌ語地名が北東北に散在することは早くから認められているが、その南限がどこになるのかについて定説はない。

### 東北地方のアイヌ語地名
東北地方の南限について金田一は、日本海側の鼠ヶ関から太平洋側の勿来の関と白河の関を結ぶ線より北を南限とし、常識的に蝦夷がいたとされる地帯（東北6県）がアイヌ語地名の範囲としていた。一方で金田一の薫陶を受けて実地調査を行った山田は、日本海側は秋田・山形の県境で太平洋側は仙台のすぐ北の平野の辺を南限とし、それより北の山間僻地に濃く分布していると指摘した上で、飛鳥時代から奈良時代初頭に対蝦夷の5つの柵が造られた蝦夷居住区（北東北3県）の境界線と一致するとしている。以上のような説から、東北に分布するアイヌ語地名は蝦夷によるもので、彼らはアイヌ（金田一）もしくはアイヌ語族（山田）であった可能性が示唆されている。
いっぽうで松本建速（2013）は、ナイ地名の分布が後北C2・D式と重なるので4世紀代、ペッ地名は北大1式土器と重なるので5世紀代に成立したもので、いずれも同時期にアイヌが東北地方に南下したことにより成立したとする。
また八木光則は、言語圏と文化圏は密接に関連すると指摘したうえで、『ナィ』の濃密範囲の形成は飛鳥・奈良時代から平安時代始めごろ（7世紀から9世紀）の末期古墳の分布と重なるとした。またそれよりも南側で『ナィ』の分布が薄くなるのは、弥生時代から古墳時代にかけて日本語文化圏の地名に置き換わっていったためと推測する。また『ペッ』の分布範囲は続縄文時代（4世紀から5世紀）の遊動生活の地域、もしくは縄文時代晩期につくられた小型化した環状列石の分布範囲に重なるとする。
東北のアイヌ語地名は日本語訛りも多い。山田は、アイヌ語地名に多い「川（アイヌ語: ぺッ）」は北海道のアイヌ語地名では「べつ」と読まれて「別」の漢字が当てられる事が多いが（登別・当別など）、東北では「べ」と読まれて「辺」や「部」の漢字が当てられている事が多い（長流部（おさるべ・二戸市浄法寺町。アイヌ語のオ・サㇽ・ペッ＝川尻に葦原のある川に由来）、母衣部（ほろべ・八幡平市安代町兄畑。アイヌ語のポロ・ペッ＝大きな川に由来）など）としている。

### 東北以外のアイヌ語地名
東北以外にもアイヌ語で解釈可能な地名があると指摘する研究者もいる。特にアイヌを日本列島の先住民とする仮説に基づき、関東・九州・四国にもアイヌ語地名が分布していると考える研究家はジョン・バチェラー以来根強く存在し、北東北に南限線を引いた山田も「若いころの夢」と表現して晩年まで北関東から新潟にかけて調査を行っている。
山田の没後には東北アイヌ語地名研究会などが東北以南のアイヌ語地名研究を行っており、島根県の出雲・恵曇や東北地方に分布するオトモ（小友・乙茂・乙母など）が「断崖岬（アイヌ語: エンルム）」の転訛であるとする説や、信濃川支流の五十嵐川など新潟県各地にある地名・五十嵐（いがらし）を「見晴台（アイヌ語: インカラ）」の転訛であるとする説などの実証を試みている。
また伊波普猷は沖縄・南西諸島にもアイヌ語地名が確認できるとし、かつては九州以南にもアイヌ系民族がいたのではないかと指摘した。
以上のような本州以南（東北以外）の地名をアイヌ語で解釈しようとする試みについて、アイヌと縄文人を関連付ける埴原和郎の「二重構造モデル」に結び付ける説もあるが、こうした試みに対して「語呂合わせ・こじつけであり、学問的ではない」「古代以前の地名を現代アイヌ語によって解釈することに無理がある」などの否定的な意見もある。

### 寺田寅彦「土佐の地名」
寺田寅彦は1928年（昭和3年）1月、「土佐及土佐人」において、土佐の地名をアイヌ語から類推する手法をもって（「要するにこじつけ」）、次のように推定している（→語源俗解）。

## 千島列島からカムチャツカ半島のアイヌ語地名

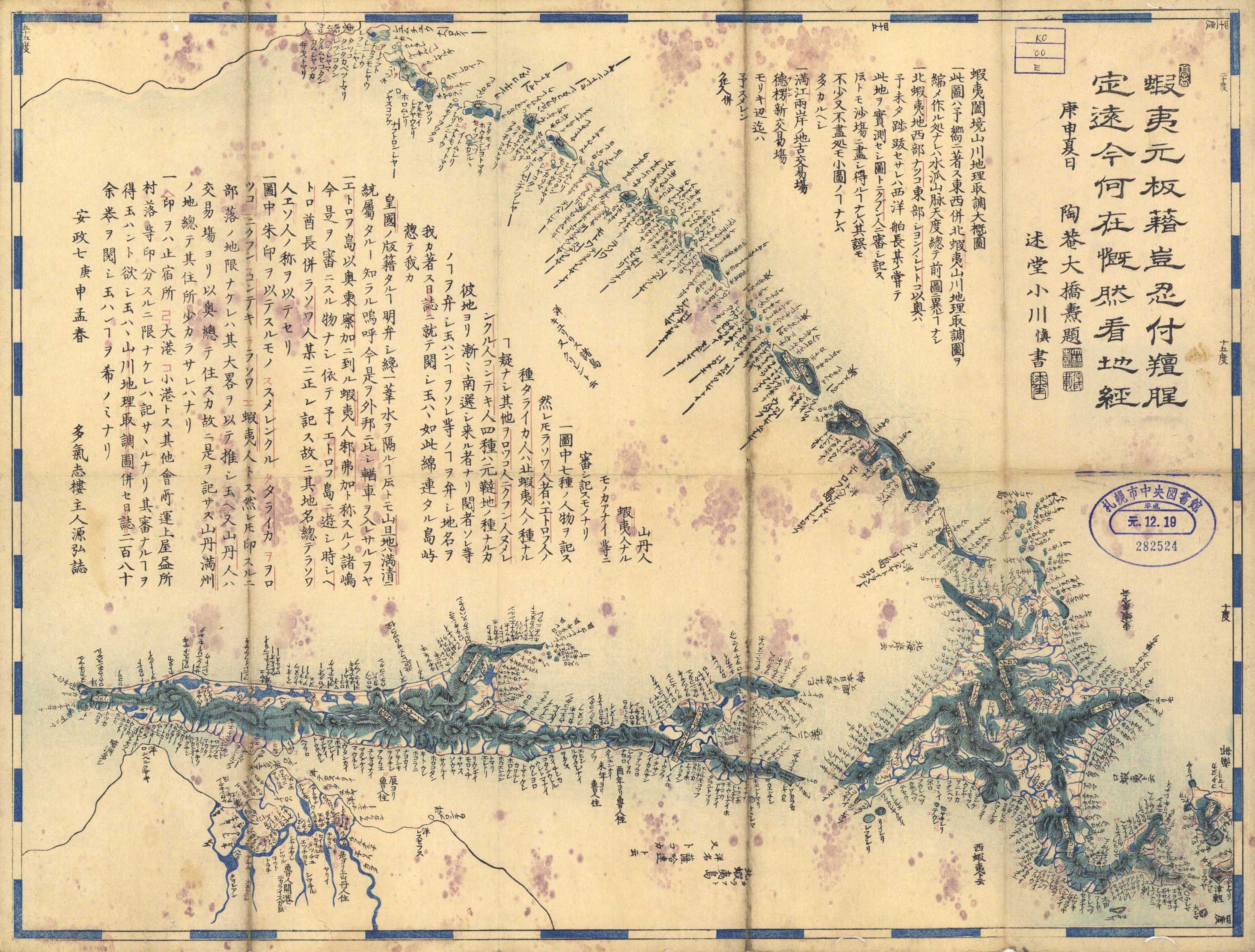
『蝦夷闔境山川地理取調大概図』松浦武四郎
樺太島北部や千島列島を経てカムチャツカ半島南端の地名が記されている

考古学調査の成果により、千島アイヌの出現は15世紀半ばから17世紀半ばの間とされている。その居住地は千島列島（ロシア語:クリル列島）の北部（北千島）からカムチャツカ半島南端部にかけてであったが、ロシアの南進により18世紀初頭には北千島に限定されるようになった。近代の千島列島は、新知島以北の北千島に千島アイヌとアレウト族が混住し、国後島と択捉島の南千島には北海道アイヌが居住していた。
19世紀に南下を強めるロシアとそれを警戒する日本（江戸幕府）との間に国境問題が発生する。1853年に行われた日ロ交渉で、ロシア側は得撫島（ロシア語:ウルップ島）に露米会社が進出しロシア人が居住していることを根拠に得撫島までの領有権を主張したのに対し、日本側はアイヌを日本の属民とした上で千島列島の地名がアイヌ語地名であることを根拠に領有権を主張した。交渉の末1855年に締結された日露和親条約では日本側の主張は認められず、千島列島は択捉島（ロシア語:イトゥルップ島）と得撫島の間を国境線とした。
1875年（明治8年）に樺太・千島交換条約により千島列島全島が日本の領土となり、同時に日本政府によって北千島に居住していたアイヌは南千島の色丹島に移住させられ、北千島は無人となった。その後、1945年に占守島の戦いによってソビエト連邦に占領され、現在に至るまでロシアによる実効支配が続いている。
以上のアイヌの居住域にも、アイヌ語地名があったことが記録されている。

### 千島列島のアイヌ語地名
| 日本語名   | ロシア語名                             | 英語名             | 名前の由来となったアイヌ語                                          |
| ---------- | -------------------------------------- | ------------------ | ------------------------------------------------------------------- |
| 占守島     | Шумшу (シュムシュ)                     | Shumshu            | シュㇺ・シュ（油の鍋）、シ・モシㇼ（本島、大きな島）など諸説あり    |
| 幌筵島     | Парамушир (パラムシル)                 | Paramushir         | パラ・モシㇼ（広い・島） や ポロ・モシㇼ（大きい・島）など諸説あり  |
| 温禰古丹島 | Онекотан (オネコタン)                  | Onekotan           | オンネ・コタン（大きな・村）                                        |
| 捨子古丹島 | Шиашкотан (シアシュコタン)             | Shiashkotan        | シャク・コタン（夏の・村）や シャシ・コタン（昆布・村）など諸説あり |
| 羅処和島   | Расшуа (ラスシュア)                    | Rasshua            | ルㇱ・オ・ア（毛皮が・そこに・豊富にある）                          |
| 新知島     | Симушир (シムシル)                     | Simushir           | シ・モシㇼ（大きい・島）                                            |
| 得撫島     | Уруп (ウループ)                        | Urup               | ウルㇷ゚（ベニマス）                                                  |
| 択捉島     | Итуруп (イトゥルップ)                  | Iturup             | エトゥ・オロ・プ（岬の・ある・所）                                  |
| 国後島     | Кунашир (クナシル)                     | Kunashir           | キナ・シㇼ （草の島）                                               |
| 色丹島     | Шикотан (シュカタン)                   | Shikotan           | シ・コタン（大きな村）                                              |
| 歯舞群島   | Острова Хабомай (アストラバ・ハボマイ) | Habomai / Khabomai | アㇷ゚・オマ・イ（流氷のあるもの）                                    |
| 多楽島     | Полонского (パロンスキー)              | Polonskogo         | トララ・ウㇰ（皮紐・取る）                                          |
| 志発島     | Зелёный (ゼリョーヌイ)                 | Zelyony            | シペ・オッ（鮭・群在する所）                                        |
| 勇留島     | Юрий (ユーリ)                          | Yuri               | ユウロ（それの鵜がたくさんいる→鵜の島） または ウリル（鵜の島）     |
| 水晶島     | Танфильева (タンフィーリエフ)          | Tanfilyeva         | シ・イソ（大きい・磯の岩）                                          |

明治時代、千島列島北部に置いて千島アイヌ調査のフィールドワークを行った人類学者・鳥居龍蔵は占守島、波羅牟石利島(春牟古丹島？)、捨子古丹島、羅処和島で以下の地名を採録している。
占守島
| 地名         | 意味                   |
| ------------ | ---------------------- |
| Pet’ topo    | 川の沿岸に村あるところ |
| Toichi ushi  | 穴居あるところ         |
| Muriuchi     | 蓆を作る草を取るところ |
| Chep’ pet    | 魚が多くいる川         |
| Yaichishi    | 網で鴨をとらえたところ |
| Poro etu not | 大きな岬               |
| Sayaki       | 港                     |
| Pit saki     | 石原                   |

波羅牟石利島　
| 地名               | 意味                       |
| ------------------ | -------------------------- |
| Susu pet           | 柳の川                     |
| Pon nupuru         | 頭の小さな尖った山         |
| Shinukareshi       | 見晴らしのいい場所         |
| Kayakano pet       | つばめのいる川             |
| Oto moi            | 砂浜                       |
| Tahukohu           | 小山                       |
| Hurat moi          | 昆布が腐って悪臭がする湾   |
| Hashiri inao ushpe | イナウを作る木の枝のある所 |
| Paikaipi           | 子を背負ったような岩       |
| Charasu pet        | 岩より流れ落ちる川         |

捨子古丹島　
| 地名           | 意味                   |
| -------------- | ---------------------- |
| Poro niyoi     | 流木の多く寄るところ   |
| Tanne sara not | 長い岬                 |
| Etu pirikoi    | エトピリカが居るところ |
| Sheshiki       | 温泉                   |
| Kabari iso     | 平たい礒岩             |
| Shum so        | 夜の松明漁をする場所   |

羅処和島　
| 地名              | 意味                             |
| ----------------- | -------------------------------- |
| Ereuke not        | 曲がった端                       |
| Chiashikots       | 砦のある場所                     |
| Tukoro hokipi not | アザラシが常にたくさんいるところ |

### カムチャツカ半島南端部のアイヌ語地名
1733年、ロシア人の博物学者・ステパン・クラシェニンニコフはヴィトゥス・ベーリングの探検隊の一員としてカムチャツカ半島を調査し、調査記録を『カムチャツカ地誌』として1756年に発表した。文中にはカムチャツカ半島南端・ロパトカ岬から西海岸を北上してオパラ川に至る地域の河川名32が挙げられているが、そのうち11は「ピト」（pet）の名がつく。
- ウタトゥム・ピト
- トゥピト・ピト
- チプト・ピト
- チウス・ピト
- イジアウム・ピト
- チュイチュム・ピト
- ワチュムクム・ピト

これら川の名の語尾の「ピト」は、千島アイヌ語で川を意味するpetであるという。さらに山の名として「パラミトゥト」を挙げているが、これはアイヌ語のpara-metot（広い山地）に通じる。さらにカムチャツカ南端、ロパトカ岬もアイヌ語に由来するという。「ロパトカ」はロシア語で肩甲骨の意だが、クラシェニンニコフの『カムチャツカ地誌』によれば、現地はクリル人（千島アイヌ）からkapury カプルイと呼ばれていたという。（北海道アイヌ語では肩甲骨はtapara。肩を意味するtapと 箆を意味するperaの合成語。なお千島アイヌ語で肩はkap’ken）。つまり千島アイヌ語で「肩甲骨」になぞらえられた岬の地形がロシア語に訳され、「ロパトカ」と命名されたとの論である。
また明治期に千島北部でフィールド調査をした鳥居龍蔵は千島土人副酋長アウヱキリの協力で、カムチャツカ半島南部・クリル湖周辺の千島語地名として以下の例を提示している。
- shirarubo
- kasmasahike
- tontoga pet
- iso yam pet
- not susu
- ibaropo
- Rut chi shinai pet
- Tosom [注釈 13]
- Kani moi [注釈 14]
- Yaewen

## 樺太のアイヌ語地名

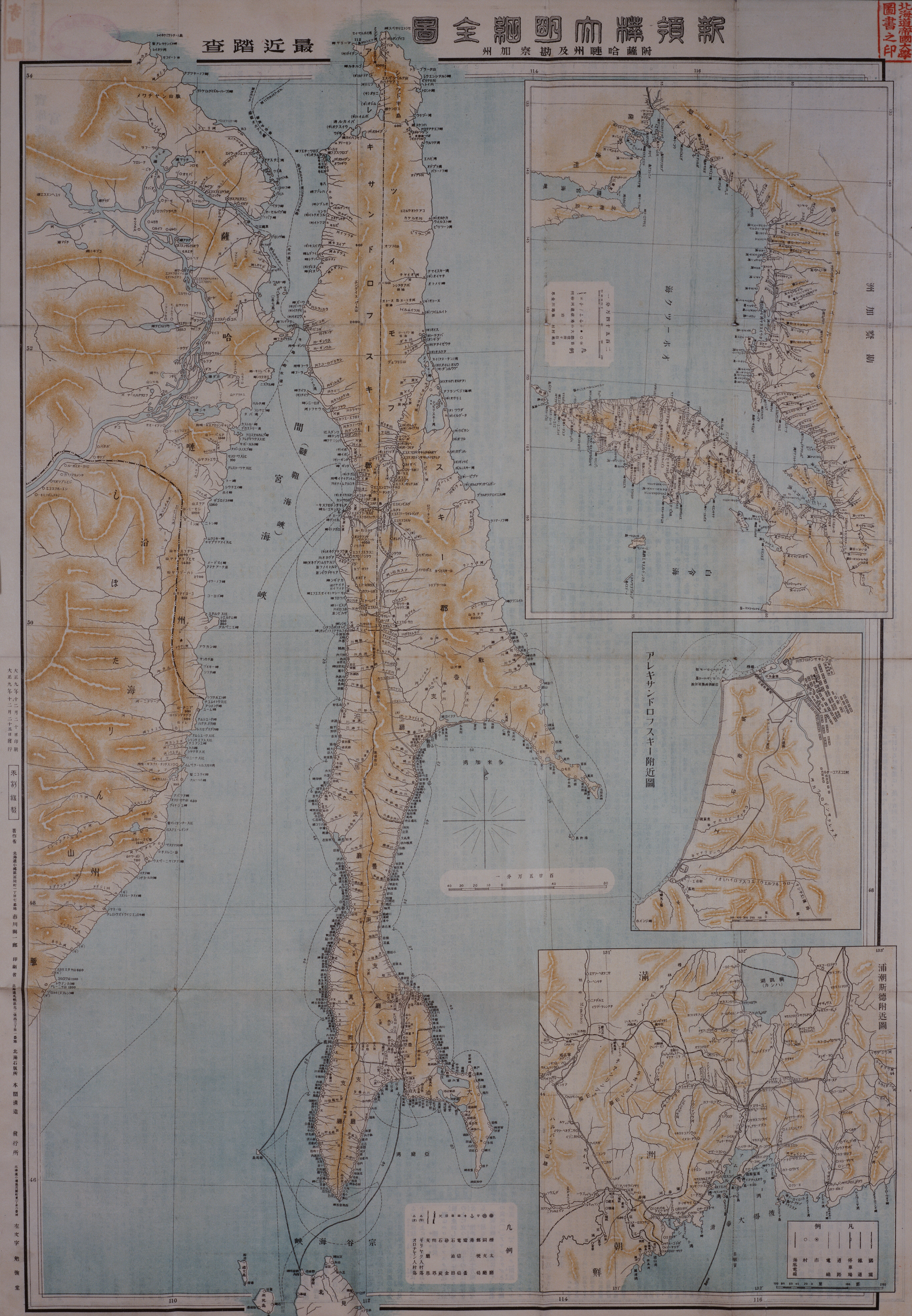
『最近踏査新領樺太明細全図』 1920年発行の樺太全島および沿海州の地図

樺太（ロシア語:サハリン島）では、13世紀中葉ごろからアイヌ語系話者が北進して樺太南部に移住したと考えられている。ただし16世紀以前に移住した彼らがアイヌ民族であるかは確かではない。近世には樺太アイヌが居住していた事が確認されており、その居住地であった樺太南部にアイヌ語地名が多い。
千島列島と同様に、樺太でも19世紀に日ロ間の領土問題が発生する。ロシア側は1853年に占有を一方的に宣言し、同年の日ロ交渉では亜庭湾周辺に「残留」する日本人の取り扱いについて議題とした。日本側はこれに抗議し「日本が領有する土地には干渉しない」というロシア側の譲歩を引き出した。これを受けて日本は北蝦夷地調査を行い、アイヌによる遠隔地交易が東岸は北緯48.5度のフヌプ、西岸は北緯50度のホロコタンまで及んでいた事を確認した。この成果をもとに再度の日ロ交渉を行った結果、日露和親条約では樺太は日ロの雑居地とされた。その後、1875年に樺太・千島交換条約が締結されて樺太がロシア領となると日本側でも基本的にロシア側の地名を用いるようになり、樺太では一部を除いてアイヌ語地名が消滅する。
1904年に始まった日露戦争によって樺太が戦場になると、日本陸軍の現地部隊から樺太の地名を日本語に改めるよう要望が挙がる。この陸軍の要望は認められなかったが、一方で海軍が作成する海図によって岬などに日本人の名前が採用されるようになった。その中には樺太に所縁の無い近藤重蔵の名前もあり、日本の新聞などで批判の声も上がった。
1907年に樺太庁が開設されて実質的な領有が始まると、同年6月に樺太地名調査会が発足して地名の改称が検討されるようになる。その選定にあたっては、アイヌ語地名を優先する方針が掲げられたが、これはアイヌ語地名が従来から日本領であった証しとされた為だと考えられている。地名改称は、1908年（明治41年）から1915年（大正4年）まで断続的に行われた。これにより、例えばアイヌ語の「ポロアントマリ」（大きな港）の「ポロ」を意訳して「大」とし、トマリに「泊」を当て字にした大泊などの地名も現れ、「漢字を無理に当てて音訓雑然としている」などの批判もあった。樺太南部・亜庭湾沿岸のクシュンコタン（kus-un-kotan／対岸・にある・村）は幕末期に「久春古丹」と当て字されていたが、明治初期、北海道開拓使により「クシュン」の音にちなんで「楠渓」と当て字され、樺太庁成立後は音読みされて「なんけい」と呼ばれアイヌ語由来地名と見なされなくなるなど、当て字の音読み、訓読みで元の語義から逸脱する問題は北海道内同様に存在していた。1945年（昭和20年）にソビエト連邦による侵攻（樺太の戦い）にあい、現在にいたるまでロシアによる実効支配が続いている。
ただし、ロシアによる実効支配後も、ポロナイスク （Поронайск、敷香）、トマリ（Томари、泊居）などのアイヌ語由来の地名が採用されていることがある。